# Affaire Francisco Arce Montes
L’affaire Francisco Arce Montes débute en France dans la nuit du 17 au 18 juillet 1996 lorsqu'une jeune collégienne anglaise, nommée Caroline Dickinson, est retrouvée morte étouffée après avoir été violée dans l'auberge de jeunesse de Pleine-Fougères, en Ille-et-Vilaine, près de Saint-Malo. Elle effectuait avec sa classe un séjour linguistique en France. Son viol et son meurtre sont intervenus sans même que ses camarades de chambrée ne s'en aperçoivent. Très vite, l'affaire criminelle va avoir un fort écho médiatique en France et en Grande-Bretagne, ce qui influera sur le déroulement de l'enquête.
Le meurtrier, un Espagnol du nom de Francisco Arce Montes, est arrêté le 13 mars 2001 à Miami aux États-Unis et confondu par une analyse ADN.
| Localisation d'Ille-et-Vilaine en France |

| Localisation d'Ille-et-Vilaine en France |

| Localisation d'Ille-et-Vilaine en France |

| Localisation d'Ille-et-Vilaine en France |

## L'affaire

### La victime
| \| Localisation sur la carte d'Angleterre · Launceston \| Localisation sur la carte d'Angleterre Launceston. |
| Localisation sur la carte d'Angleterre · Launceston                                                          |

Caroline Dickinson, née le 7 octobre 1982 à Plymouth, vit avec sa mère divorcée Susan Dickinson (née Valentine), 38 ans, infirmière à l'hôpital Derriford de Plymouth, et sa sœur Jenny, 11 ans, à Launceston, dans les Cornouailles, au Royaume-Uni. Son père John Dickinson, 39 ans, agent dans la santé-environnement pour le district North Cornwall, vit à Bodmin, une ville située à une trentaine de kilomètres de Launceston.
Inscrite au collège de Launceston, c'est une élève brillante, qui a beaucoup de goût pour les études et suit également des cours de ballet jusqu'à l'âge de 9 ans. Comme elle aime aussi la musique, elle intègre l'orchestre de l'école et y joue de la clarinette et occasionnellement du piano. Elle est aussi une brownie.
Caroline économise 90 £ sur son argent de poche et demande à son père de payer le reste, soit 70 £. En effet, apprenant le français au collège, elle désire partir en voyage scolaire en France afin de pouvoir pratiquer cette langue durant son séjour.
C'est son premier voyage scolaire à l'étranger et aussi la première fois qu'elle part en vacances sans ses parents. Pour cela, sa mère demande aux cinq enseignants qui accompagnent le groupe d'élèves de prêter une attention particulière à Caroline, car si cette dernière connaît les autres jeunes filles, elle n'a pas de véritables amies parmi elles. Sa meilleure compagne était sa jeune sœur Jenny. Elle aime les animaux et notamment les chats.
Le principal du collège, Alan Wroath, déclare « que c'était une jolie fille et qu'elle travaillait dur. Elle avait beaucoup d'amis et était toujours prête à sourire. Elle était calme et douce ».

### L'assassin
| \| Localisation sur la carte d'Espagne · Gijón \| Localisation sur la carte d'Espagne Gijón. |
| Localisation sur la carte d'Espagne · Gijón                                                  |

Francisco Arce Montes naît le 14 mars 1950 à Gijón dans les Asturies en Espagne,. Au cours d'une enfance sans histoire, il vit avec ses parents Gerardo Arce et Benigna Montes, qui sont gérants d'une petite épicerie et sa sœur María Blanca, plus âgée de 9 ans. Il est détesté par sa mère, mais adoré par son père. Vers l'âge de 15 ans, il décide de quitter le collège et commence à boire,.
En 1971, à l'âge de 21 ans, il est interpellé pour exhibitionnisme dans cette même ville de Gijón. Quelques années plus tard, il sera renvoyé de l'armée à la suite d'une affaire de haschich.
En 1974, il commence à s'éloigner de sa famille et parcourt de nombreux pays européens. Il travaille dans un hôtel de Londres jusqu’en 1976. En Suisse, Arce Montes commet un vol dans une boutique à Berne.
En 1980, il part en Allemagne, où il est arrêté et condamné à de la prison pour attentat à la pudeur sur une adolescente.
En 1981, Arce Montes fait irruption dans la chambre d'une jeune Française, Christine Le Menes, dans une auberge de jeunesse d'Utrecht aux Pays-Bas. Étrangement, elle ne crie pas, ni ne cherche à fuir son agresseur. Finalement, Christine Le Menes et Francisco Arce Montes deviennent amants, et de cette aventure naît le 5 mars 1982, un fils. Vers l'année 1984, il est à nouveau impliqué dans des vols à Fribourg-en-Brisgau et à Aix-la-Chapelle, et condamné une nouvelle fois pour un attentat à la pudeur.
Le 14 mai 1988, à Tübingen et à Lörrach dans le Land de Bade-Wurtemberg en Allemagne, Arce Montes est condamné à 5 ans et 6 mois pour des tentatives de viol sur deux autostoppeuses. N’effectuant que deux ans de prison, il est expulsé d'Allemagne vers l'Espagne fin 1991, avec une interdiction définitive du territoire allemand.
Une fois de retour dans sa ville natale, il devient violent envers sa mère, qui porte plainte à 3 reprises.
De 1993 à 1997, il part vivre à Londres dans le quartier d'Earls Court, où Arce Montes vit de petits boulots, notamment dans la restauration. Entre-temps, il commet d'autres agressions sexuelles, notamment en France. À Nancy, il viole une jeune fille qui le reconnaîtra en 1999, grâce au portrait-robot établi dans le cadre de l'affaire du meurtre de Caroline Dickinson.
Durant l'été 1994, à bord d'une camionnette blanche Mazda, immatriculée aux Pays-Bas, il rencontre dans un parc à Paris une jeune Irlandaise de 14 ans, et s'entiche d'elle. Il la suit sur 200 km, jusque dans la vallée de la Loire à Croix-en-Touraine, où un soir il entre dans le centre international de séjour de la Hercerie, où la jeune Irlandaise est hébergée. Une fois dans sa chambre, alors qu'elle dort, il se glisse sur elle ; la jeune fille le remarque et se tourne vers lui. Arce Montes lui parle doucement et l'appelle par son nom. Il se fait arrêter par les gendarmes pour cette intrusion et tentative de viol dans le dortoir des jeunes Irlandaises. Les gendarmes le relâchent, mais dressent un procès-verbal avec le nom de Francisco Arce Montes. La jeune Irlandaise reconnaîtra Arce Montes quelques années plus tard, grâce aux photos publiées lors du procès.
Le 10 juillet 1996, dans la ville de Llanes en Espagne, il se fait expulser de l'auberge de jeunesse de la Fonta del Cai par le directeur, après être entré dans une chambre où se trouvent des jeunes en voyage scolaire. Le 17 juillet, Arce Montes se trouve en Bretagne pour voir son fils qui habite à Vitré en Ille-et-Vilaine. Trouvant porte close, il décide de rentrer à Londres par le ferry de Saint-Malo à Portsmouth, mais rate le dernier ferry.
Dépité, Arce Montes va boire dans des bars locaux et prend quelques tranquillisants. Cela a pour conséquence de faire resurgir ses pulsions sexuelles. Il décide de partir à Pleine-Fougères, puis vers Saint-Lunaire, une ville proche de Saint-Malo, à la recherche d'une auberge de jeunesse. Son échec dans l'auberge de Saint-Lunaire le fait repartir vers Pleine-Fougères, où il commet le viol et le meurtre de Caroline Dickinson.
Le 22 août 1997, à nouveau dans la ville de Llanes, Arce Montes est arrêté pour viol sous la menace d'une arme. Cette fois, il n'est pas libéré, mais placé en détention provisoire.
Cependant, la police espagnole ne signale pas cette arrestation aux policiers français. Comme le permet la justice espagnole, il est remis provisoirement en liberté, malgré la demande de sa mère au procureur de ne pas le laisser sortir. En effet, elle le sait dangereux.
Le 4 décembre 1997, Arce Montes ne se présente pas au tribunal pour assister à une audience, pour connaître la date de son procès. Il produit un certificat médical qui le déclare incapable d'y assister. Son père étant décédé peu de temps auparavant, il hérite de 4 millions de pesetas (environ 24 000 €). Le 12 décembre, sans prévenir personne, ni sa mère, ni sa sœur, ni être inquiété par la Justice, il quitte l’Espagne et part en direction de l'Amérique du Sud. Arce Montes voyage en Colombie, au Pérou, au Costa Rica et en Argentine, avant de finir aux États-Unis. Durant l'année 2000, il voyage au Chili et au Canada.
Le 24 février 2001, Arce Montes revient aux États-Unis depuis le Pérou.
Dans la nuit du 12 mars au 13 mars 2001, il commet une tentative d'agression sexuelle dans l’hôtel Banana Bungalow à Miami Beach en s'introduisant dans une chambre, où dorment des jeunes filles irlandaises. Le lendemain, il rôde autour de la piscine de l’hôtel, mais, averti de l'incident de la veille, le gardien de l’hôtel interpelle Arce Montes et appelle la police. Incarcéré dans le comté de Miami-Dade, il est extradé vers la France, après qu'un policier de la police de Détroit, travaillant à l'office de l'immigration, a lu l'interview du juge d'instruction français chargé de l'affaire Dickinson dans le Sunday Times : il reconnaît immédiatement le nom d'Arce Montes, cité dans l'article.
Une coopération et un échange réciproque des justices américaine et française sont organisés, après un prélèvement ADN effectué par la police française, qui le désigne comme l'assassin de Caroline Dickinson.
Jugé en 2004 et confirmé par la cour d'appel en 2005, Arce Montes est reconnu coupable du viol et du meurtre de Caroline Dickinson et condamné à 30 ans de prison.

### Les faits

#### Début du voyage scolaire

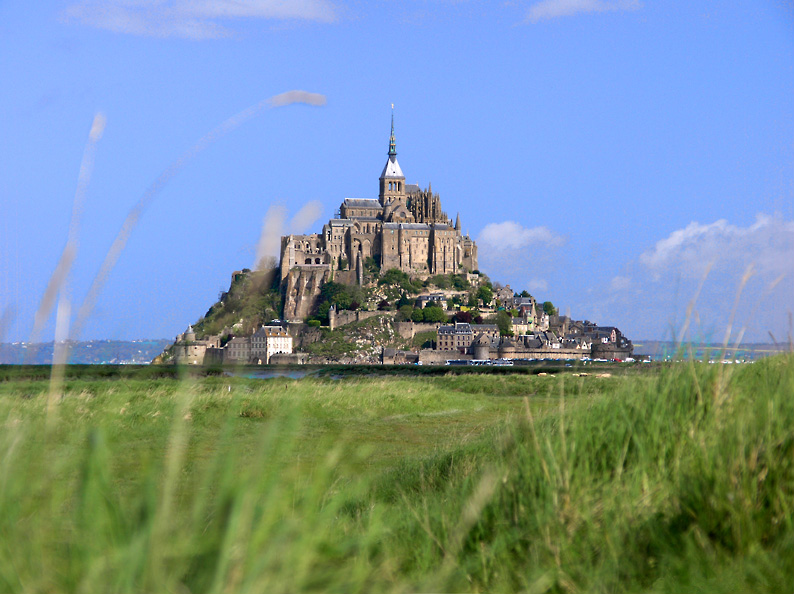
Vue du Mont Saint-Michel

Depuis de nombreuses années, le collège de Launceston dans les Cornouailles organise durant l'été des voyages scolaires à l'étranger, pour donner une expérience éducative intéressante à ses élèves. Un de ces séjours est un voyage linguistique en Normandie et en Bretagne, afin de visiter les sites touristiques de Saint-Malo, Bayeux et du Mont Saint-Michel. La dégustation de la gastronomie française et la pratique de la langue française étaient également prévues durant ce séjour.
Le 14 juillet 1996, 40 collégiens anglais âgés de 11 à 15 ans (35 filles et 5 garçons) accompagnés de 5 professeurs (3 femmes et 2 hommes, le taux d'encadrement des collégiens d'un professeur pour huit élèves était raisonnable pour les parents, afin que leurs enfants soient bien encadrés pour ce voyage), une infirmière qui est l'épouse d'un des cinq professeurs et le chauffeur du bus quittent la ville de Launceston en autocar en direction de la ville portuaire de Poole dans le comté de Dorset pour prendre le ferry pour Saint-Malo dans le département d'Ille-et-Vilaine. En début de soirée, le groupe arrive à Saint-Malo et décide de regarder le feu d'artifice du 14 juillet depuis un terrain de sport de la ville. Une fois le spectacle pyrotechnique fini, le groupe part en direction de Pleine-Fougères, également en Ille-et-Vilaine. Ce lieu est très connu et apprécié au Royaume-Uni, car c'est un endroit calme, loin des grandes villes, mais près de lieux hautement touristiques, comme le Mont Saint-Michel. Une fois arrivé à l’auberge de jeunesse de Pleine-Fougères, située rue de Normandie et aujourd’hui fermée, le groupe commence à s'installer dans les chambres dortoirs de l’auberge, pour y passer leur première nuit. Caroline, qui entre-temps s'est liée d'amitié avec Ann, Melissa, Camilla et Jenny, des camarades du collège, demande et obtient le droit de s'installer dans la chambre des quatre filles. Cette petite chambre d'environ 12 m² est équipée de lits superposés pour quatre, d'un lavabo et d'étagères pour y poser des affaires. Il faut donc installer un cinquième matelas à même le sol pour que puisse dormir Caroline.
Cette chambre, juste à côté de l'escalier, porte le numéro 4. Pour des raisons de sécurité et pour éviter que les collégiens aient l'idée de fermer les portes des chambres à clef, les enseignants confisquent toutes les clés des portes des chambres qu'occupent les collégiens.
Le 15 juillet et le 16 juillet, les collégiens continuent leurs excursions, notamment à Saint-Malo et ses fortifications, admirent la baie du Mont Saint-Michel. Les jeunes Anglais visitent également Bayeux et peuvent admirer la célèbre tapisserie. Ils vont aussi à la découverte des paysages de la Côte d'Émeraude et des plages du débarquement.

#### La nuit tragique
Le 17 juillet au matin, le groupe part visiter la ville voisine de Pontorson. L’après-midi, les enseignants décident d’emmener les collégiens à la plage, mais une douzaine de collégiens, dont Caroline, préfèrent rester à l'auberge. Caroline et ses camarades de chambre partent se promener dans le centre-ville de Pleine-Fougères, puis retournent à l'auberge pour lire des magazines dans leur chambre. Le petit groupe retrouve deux jeunes Français, âgés de 14 et 16 ans, Kurt et Tony, surnoms que les cinq adolescentes leur ont donnés. Ces deux Français étaient arrivés le 15 ou le 16 juillet à Pleine-Fougères avec leurs parents, pour passer des vacances d'été.
Après le dîner, les collégiens profitent d'un temps libre pour s'amuser et préparer la grande fête du lendemain, qui doit marquer la fin du voyage et le retour des collégiens dans leur région des Cornouailles. Caroline et Jenny, elles, continuent de s'amuser dans la cour de l'auberge avec les deux adolescents français, qui s'amusent à les arroser avec des bouteilles d'eau.
Entre 22 et 23 heures, la nuit tombée, les jeunes collégiens et collégiennes de la classe de Caroline Dickinson montent dans leurs dortoirs respectifs à l'auberge de jeunesse. Caroline et ses quatre amies, Ann, Melissa, Camilla et enfin Jenny, passent la soirée à discuter, imaginant leur futur. Elles chantent jusqu'à ce qu'une accompagnatrice, Jackie Thorpe, demande aux cinq élèves de se coucher, après que des camarades des chambres voisines se sont plaints des bruits venant de la chambre de Caroline. Alors que Ann et Melissa partagent un lit superposé, Ann en haut et Melissa en bas, Camilla et Jenny se partagent l'autre lit superposé. Caroline s'installe sur le matelas posé par terre entre les deux lits superposés. Durant trente minutes environ, les cinq filles discutent en chuchotant et Caroline regarde le ciel étoilé par la fenêtre, fredonnant une chanson populaire en Angleterre « Twinkle, Twinkle, Little Star » (Brille, Brille, Petite Étoile). Puis vers 1 heure, les cinq adolescentes s'endorment finalement.
Par cette chaude nuit d'été, les fenêtres sont restées ouvertes et la porte d'entrée n'est pas verrouillée, malgré le fait que selon Louis Thébault, directeur de l'auberge, les portes d'entrée et de derrière soient toujours fermées à partir de 23 h/23 h 30. Pendant que les élèves dorment, un homme entre facilement dans l'auberge de jeunesse, monte l'escalier et arrive à l'étage où dorment quelques collégiennes et un couple de touristes. L'homme entre dans la chambre no 4, agresse Caroline Dickinson qui dort sur un matelas posé sur le sol. Il la viole, puis la tue en l'étouffant avec un morceau de coton. Il repart aussitôt, comme il est entré, en toute discrétion. Les quatre jeunes filles disent bien avoir entendu, dans un demi-sommeil, un «grognement», une « respiration haletante », des «pleurs» mais elles se rendorment sans s'inquiéter, car Jenny a l'habitude de parler la nuit et de faire des cauchemars.

#### Le matin de la découverte
Aux alentours de 8 heures, ce jeudi 18 juillet 1996, un enseignant frappe à la porte pour signaler aux collégiennes qu'il est l'heure de se lever et d'aller au petit-déjeuner. Ann, Camilla, Jenny et Melissa se lèvent. Seule Caroline ne bouge pas. Chacune des quatre adolescentes essaye à son tour de réveiller Caroline. Melissa bougeant le sac de couchage, Ann constate que « les lèvres de Caroline sont bleues ». Camilla touche le poignet de Caroline pour prendre son pouls, mais ne sent rien et il est froid.
Horrifiées, elles appellent une enseignante, Elisabeth Barker, rapidement rejointe par une autre enseignante, Jackie Thorpse, qui, pensant que Caroline a un malaise, la place en position latérale de sécurité. En la déplaçant, elle remarque « une tache rouge au niveau de ses hanches ». L’infirmière Madame Mitchell, qui accompagne le groupe, soulève la paupière de Caroline, et comprend qu'elle est décédée.
À 8 h 30, le médecin du village, le docteur Michel Coignard, arrive à l'auberge et confirme l'assassinat et le viol de la petite Anglaise. Peu après, les gendarmes arrivent sur place et commencent à baliser le lieu du crime et à rassembler tous les occupants au rez-de-chaussée, dans la cantine. Un des enseignants, annonce que « Caroline n'est pas bien, qu'elle part à l’hôpital ». La personne qui était de garde cette nuit à l'auberge dit aux gendarmes qu'il manque deux personnes, un motard et sa compagne, qui sont partis tôt le matin. À l'étage, le médecin légiste, le docteur François Paysant, commence son diagnostic post mortem. Il confirme que la jeune collégienne a été violée avant de mourir. Des traces de sperme ont été trouvées sur sa cuisse et sur sa culotte qui lui servait de pyjama. La rigidité cadavérique est totale, le corps est encore tiède, des éléments qui permettent au médecin légiste de situer la mort à une douzaine d'heures maximum. Les gendarmes prélèvent un échantillon de sperme afin d'avoir l’empreinte génétique du coupable. Les enseignants masculins et le chauffeur italien du bus anglais sont soumis à un prélèvement, afin de les comparer plus tard à l'ADN du meurtrier. Seuls les cinq collégiens anglais qui participent au voyage ne sont pas soumis au test.
Pendant ce temps là, les gendarmes amènent les collégiennes à la mairie afin de commencer les premières auditions. Laura Daveney, une camarade de classe de Caroline, déclare que même si cela n'a rien à voir, elle avait remarqué un homme suspect, le mardi 16 juillet dans la cour de l'auberge, alors qu'elle était restée dans sa chambre souffrant d'une migraine. Elle l'a observé, sans être vue, derrière le volet : « Comme s'il repérait les lieux, il levait nerveusement les yeux et regardait fixement vers les fenêtres de l'auberge. Il avait une démarche lourde, le dos voûté, le regard noir et menaçant ». Le lendemain, soit le mercredi 17 juillet, Laura recroise, en se rendant au court de tennis de l’établissement, l'homme vu la veille, qui « traîne les pieds dans la cour de l'auberge ». Une autre Anglaise, Amy White, déclare que vers 1 h 30, elle veut aller aux toilettes afin de se nettoyer le visage avec deux amies, mais qu'à peine la porte légèrement ouverte, elle entend un bruit de pas dans le couloir et voit un inconnu devant la porte de la chambre no 5. Elles décident d’attendre quelques minutes avant de ressortir à nouveau de la chambre. Finalement vers 1 h 45, elles sortent de la chambre et croisent la même personne qui descend les escaliers. Amy se souvient bien de son visage, et les gendarmes en font un portrait-robot. Laura, la collégienne qui avait déclaré avoir vu un rôdeur les mardi et mercredi, reconnaît l'homme dans cette esquisse.
Jackie Thorpe, qui dormait avec Elisabeth Barker dans la chambre no 2, indique aux gendarmes qu'elle a entendu du bruit devant l'auberge vers 4 heures. Pensant qu'il s'agit d'élèves faisant le mur, elle décide de monter la garde devant l'escalier, mais, ne remarquant rien, elle décide de retourner dans la chambre cinq minutes plus tard. À 5 heures, ne dormant toujours pas, elle entend à nouveau des bruits, se lève et observe depuis sa fenêtre la silhouette d'une personne, portant jean et blouson. Quelques secondes plus tard, elle entend le bruit d'un véhicule qui démarre, dira-t-elle, « comme dans un grand bruit de casserole ».
Petit à petit, la rumeur d'un meurtre enfle, et la commune est alors en état de choc. Les gendarmes effectuent des enquêtes de voisinage et les questions des habitants de Pleine-Fougères sont nombreuses. Les journalistes commencent à arriver dans le bourg. Édouard Maret, journaliste à Ouest-France, est le premier sur place, mais il est confronté au silence des autorités.

#### Confirmation de l'autopsie
Vers 19 h 30, le corps de Caroline est emmené à l'institut médico-légal du CHU de Rennes, afin que soit pratiquée l'autopsie. Le juge d'instruction du tribunal de Saint-Malo et le consul de Grande-Bretagne à Saint-Malo, Ronald Frankel, se rendent sur place peu de temps après. L'autopsie du corps, 1,63 m et 43 kg, montre que Caroline est décédée des suites d'un syndrome asphyxique brutal. Une ecchymose sur la partie intérieure du cou est visible. Ses voies nasales et buccales ont été obstruées, ce qui a provoqué la mort de l'adolescente en deux minutes maximum. L'examen de l'estomac de Caroline, indique que les aliments ingurgités la veille au soir ont été complètement digérés et situe sa mort aux alentours de 3 h 30. L'autopsie montre également que les blessures et les lésions sexuelles ont été infligées du vivant de Caroline. Les médecins pensent que le meurtrier s'est masturbé tout en violant Caroline avec un objet ou ses doigts, au vu des lésions peu profondes.
En Angleterre, alors que sa mère se trouve en ce mois chaud de juillet sur la plage de la ville de Bude, deux policiers l'accostent et lui demandent de les suivre jusqu’à leur voiture. Les policiers lui disent : « votre fille a été retrouvée morte en France ». Au même moment, sur le lieu de travail du père de Caroline, la police annonce à celui-ci le décès de sa fille en France. Bien que le couple soit divorcé depuis de nombreuses années, ils voyagent de nuit ensemble sur le même ferry du port de Portsmouth à Cherbourg.
Le vendredi 19 juillet dans l’après-midi, et une fois le résultat du rapport d'autopsie connu, la substitut du procureur de Saint-Malo, Christine Le Crom, annonce l'ouverture d'une information judiciaire pour « meurtre accompagné de viol sur mineure de moins de 15 ans ».
À Pleine-Fougères, les parents de Caroline arrivent dans l’après-midi sous les caméras des journalistes arrivés en nombre de Rennes et Paris, et beaucoup de journalistes anglais sont aussi présents. Le meurtre de la jeune Anglaise commence à faire la une des journaux. En Angleterre, des milliers de parents anglais qui ont un fils, une fille quelque part en France en voyage scolaire, commencent à s’inquiéter.

#### Obsèques

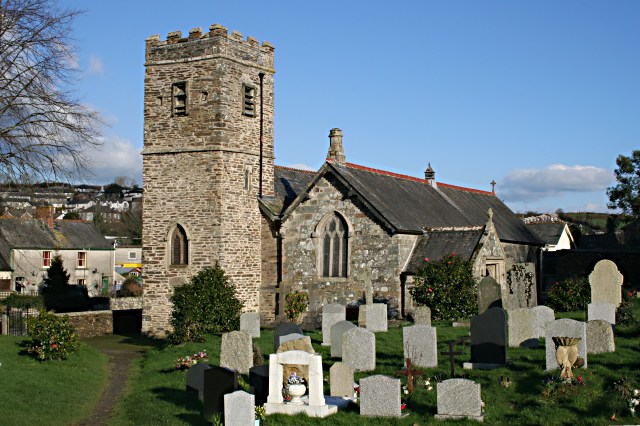
L'église de Saint-Thomas

Le jeudi 25 juillet, une semaine après le drame, ont lieu les obsèques de Caroline Dickinson en l'église Sainte-Marie-Madeleine de Launceston, auxquelles assistent de très nombreuses personnes, dont les élèves de son collège et une délégation de la ville de Pleine-Fougères. Caroline est enterrée au cimetière de l'église de Saint-Thomas, également à Launceston. La jeune sœur de Caroline pose une fleur sur son cercueil.
Quelque temps plus tard, l'auberge de Pleine-Fougères remplace les numéros des chambres par des noms de fleurs.
Une malheureuse coïncidence fait que le jour de ses funérailles, ses parents reçoivent les cartes postales qu'elle a envoyées à chacun d'eux. La carte adressée à son père dit : 
«Cher papa, je suis en France ! C'est vraiment bien ici, je passe de bons moments ! Comment vas-tu? Nous avons été dans plein d'endroits sympas, je te raconterai tout ça très bientôt. Je t'aime beaucoup et je souhaiterais que tu sois là aussi ! Caroline ».

### Enquête

#### Le commencement
L'affaire est confiée au juge d'instruction de Saint-Malo, Gérard Zaug. La partie civile, à savoir les parents de Caroline Dickinson, est représentée par Me Hervé Rouzaud-Le Bœuf, avocat au barreau de Rennes. 50 gendarmes sont mobilisés pour résoudre cette enquête.
Les indices prélevés dans la chambre sont :
- un morceau de ouate de 9 cm sur 12 cm[a 17] ayant servi à étouffer la jeune fille[21].
- des traces de sperme prélevées sur la cuisse du cadavre et sur le pyjama qui était roulé entre ses jambes, permettant de faire une analyse de l'ADN du coupable[21].

Alors que les auditions continuent, l'enquête avance. En Suisse alémanique, deux couples qui dormaient à l'auberge la nuit du drame sont soumis à une prise de sang. En Italie aussi, un Italien habitant Turin subit une prise de sang. Un homme habitant à Amiens qui était venu dans la région, pour assister avec sa compagne au festival Brest 96 et qui était parti de l'auberge avant l'aube, déclare plus tard que quelqu'un a ouvert la porte de sa chambre qu'il occupait avec sa compagne à l’auberge, la nuit du crime. Il a demandé « qui est là? », personne ne lui a répondu. Il s'est levé et est allé fermer la porte de sa chambre à clef.
Finalement, très rapidement, tous les hommes présents dans l'auberge la nuit du crime sont innocentés par les résultats négatifs des tests ADN. Le portrait-robot fait par Amy White n'est hélas pas montré au public, mais restera diffusé en interne des gendarmeries françaises.
À Pleine-Fougères, l’enquête de voisinage permet d'identifier un suspect potentiel. Beaucoup de personnes ont vu, peu de temps avant le jour où Caroline a perdu la vie, une personne avec un bandana rouge qui a déambulé dans la petite ville. Des témoins l’aperçoivent à la pharmacie et à l'épicerie, où on le voit acheter une bouteille de rosé. Quelques personnes lui donnent des cigarettes.

#### Un suspect

##### Le coupable idéal
Le premier suspect est Patrice Padé, né en 1957 à Dieppe en Seine-Maritime, un sans domicile fixe au casier chargé, dont quelques affaires de mœurs (attentat à la pudeur et exhibitionnisme). Il est le suspect idéal. Alors que les 18 juillet et 19 juillet, il est hébergé par le curé de la ville de Pontorson, Padé entend à la radio la nouvelle du meurtre de la jeune Caroline à Pleine-Fougères. Le samedi 20 juillet, il décide de rentrer dans son petit appartement, situé à Domfront dans l'Orne. Alors qu'il fait de l'auto-stop, il est remarqué par un gendarme, qui est en train d'installer un radar mobile. Padé se fait embarquer par le gendarme et conduire à la gendarmerie de Saint-Malo. Comme les gendarmes pensent que c'est un routard qui aurait commis le meurtre, ils voient en Patrice Padé un coupable idéal. Un casier judiciaire chargé, des témoins qui le reconnaissent parmi une liste de 64 photographies et des explications confuses de la part de Padé, il n'en faut pas plus aux gendarmes pour le placer en garde à vue, pour 48 heures maximum.
Au Royaume-Uni, l'affaire fait la une des journaux et une énorme pression médiatique s'installe, relayée par le Quai d'Orsay et le Foreign Office, et les journalistes français mettent également la pression sur les gendarmes pour trouver le coupable rapidement.
Le dimanche 21 juillet, la rumeur qu'une personne est en garde à vue commence à être ébruitée. En garde en vue, les gendarmes mettent la pression sur Padé, le sachant dépendant à l’alcool, le privent d’alcool et de ses médicaments. Les gendarmes refusent de suivre l'avis du médecin de l'hospitaliser. Il dira plus tard, au journal anglais The Observer le 12 janvier 1997 et à Ouest-France le 9 août 1996, qu'il a été frappé durant sa garde à vue et a subi l’acharnement des gendarmes contre lui.
Au terme de 43 heures de garde à vue, le lundi 22 juillet 1996, il finit par avouer le viol et le crime. Au bureau du juge Zaug, on lui fait relire ses aveux et il confirme. Le soir même Padé est mis en examen, pour « meurtre accompagné de viol ». Il est conduit à la prison de Ploemeur, à côté de Lorient. À son arrivée à la prison, les détenus ont commencé à faire du bruit et à crier qu'ils allaient le tuer. Certains gendarmes doutent de la véracité des propos tenus par Padé, et donc qu'il soit le véritable coupable, au vu de certaines déclarations qui ne correspondent pas aux faits. Padé indique notamment que Caroline était « magnifiquement blonde », alors qu'il faisait nuit et les lumières étaient éteintes, ou que deux fillettes dormaient dans le même lit, alors que chacune dormait dans son lit. Certains gendarmes ont objecté qu'il fallait attendre les résultats des tests ADN, plutôt que de dire au public que les enquêteurs tenaient le coupable.
Le 23 juillet, le juge Zaug, accompagné de gendarmes donne une conférence de presse dans la bibliothèque du palais de justice pour indiquer que le meurtrier est arrêté, précisant néanmoins qu'une analyse ADN est en cours et « devrait corroborer les aveux de cet homme dans les prochains jours ». Que ça soit en France ou en Angleterre, les félicitations sont adressées aux enquêteurs et au juge pour la rapidité de la résolution de cette affaire.
Le 26 juillet, Padé écrit au juge Zaug pour l'informer qu'il revient sur ses aveux et qu'il n'est pas le coupable que les gendarmes recherchent.

#### Rebondissement
Le 30 juillet, les résultats fournis par le laboratoire de Bordeaux de la prise de sang effectuée sur Padé quelques jours auparavant, tombent. L'analyse disculpe Patrice Padé. Il n'est pas le coupable. Cependant le juge ne rend pas publique cette information et demande une contre-expertise. Au vu des résultats négatifs, l'avocat de Padé, Me René Blachard, demande au juge la libération de Patrice Padé, qui lui est refusée. Le juge croit encore à l'hypothèse de deux hommes, qui se seraient introduits dans la chambre de Caroline.
Une semaine plus tard, le 6 août 1996, la contre-expertise confirme le résultat de la première expertise : l'ADN retrouvé sur le corps de Caroline et celui de Padé ne sont pas concordants. Le juge Zaug reconnaît son erreur et « le coup de massue » devant le fait accompli que Padé n'est pas le coupable. Le 7 août 1996, le juge vient en personne à la prison devant les journalistes libérer Patrice Padé, qui passe sa nuit à la gendarmerie de Pluvigner, à sa demande . Patrice Padé est libre, mais sous surveillance. Le juge a toujours dans l'idée une action de « deux hommes » et, si Padé n'est pas le violeur, il est peut-être le meurtrier.
En juillet 1998, Padé passe devant la commission d'indemnisation pour demander une compensation financière pour ses jours passés en détention provisoire. Alors qu'il a demandé 100 000 francs (environ 15 000 euros), la Commission nationale d´indemnisation lui en accorde 10 000 (environ 1 500 euros) pour sa détention de 17 jours en juillet 1996.

#### Agacement de la presse britannique
Lorsque la nouvelle de l'innocence de Patrice Padé tombe, c'est le choc en France et en Angleterre. La presse britannique, et notamment les tabloïds, commence à décrier la justice française et à se déchaîner sur elle. La presse britannique indique qu'au Royaume-Uni, les tests ADN sont courants et que la justice française est en retard dans ce domaine. Le père de Caroline dit aussi que la justice française ne met pas tout en œuvre pour retrouver le meurtrier de sa fille, soutenu par le député de sa circonscription. Le gouvernement britannique et la presse font remarquer que beaucoup d'affaires de meurtre de citoyens anglais en France n'ont jamais été résolues et a des doutes sur la conclusion de l'enquête. Le journal anglais Evening Standard publie un article sur le taux de réussite des résolutions de crime d'Anglais tués en France durant les vingt dernières années, qui annonce le chiffre de deux affaires élucidés sur vingt-trois. La presse anglaise, afin de mettre la pression sur la justice française, met en avant l'efficacité de la police et de la justice anglaises pour résoudre rapidement l'affaire Céline Figard.

##### L'affaire Céline Figard

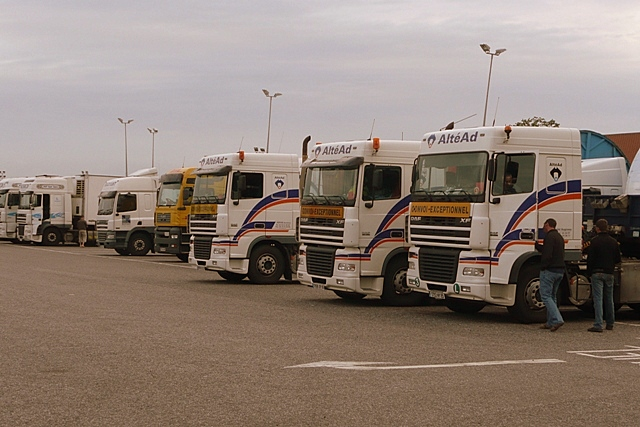
Aire de repos, où Céline a été vue pour la dernière fois vivante (photo du lieu en 2008).

Céline Figard est une jeune Française de 19 ans, étudiante en comptabilité-gestion à Montbéliard dans le Doubs, qui part durant les vacances de Noël en 1995 en Angleterre, à Fordingbridge dans le comté du Hampshire pour y retrouver son cousin Jean-Marc. Le lundi 18 décembre, elle quitte la ferme familiale de Ferrières-lès-Scey en Haute-Saône. Voulant partir en train, ses plans sont modifiés à la suite de la grève à la SNCF durant le mouvement social de 1995. C'est un ami de ses parents, chauffeur-routier, qui la conduit jusqu'en Angleterre à Folkestone, ville terminus du tunnel sous la Manche. Là, l'ami des parents laisse Céline prendre un autre camion, conduit par un chauffeur de Gueugnon, Roger Bouvier. Après avoir parcouru un peu plus de 200 km, Bouvier laisse Céline sur une aire de repos, près de la ville de Newbury dans le comté de Berkshire. Il ne reste plus que 60 km environ jusqu'à Fordingbridge. Après avoir remercié Bouvier, Céline monte dans un camion Mercedes-Benz blanc, qui part justement vers Fordingbridge. Le mardi 19 décembre au soir, son cousin, ne la voyant pas arriver, prévient la police de sa disparition. Le lendemain, la police britannique charge 80 policiers de cette affaire. Dans les jours qui suivent, les journaux anglais diffusent la photo de Céline, ainsi que le portrait-robot du chauffeur conduisant le semi-remorque Mercedes blanc, établi par Roger Bouvier.
Rapidement, la police anglaise craint une issue tragique à cette affaire et le dit à la famille. Le père de Céline, Bernard Figard, part en Angleterre lancer des appels à la télévision et la radio. Après ce passage, la police reçoit au moins 3 000 appels, plus ou moins crédibles. La police interroge 1 200 routiers britanniques ayant un semi-remorque Mercedes blanc.
Malheureusement le vendredi 29 décembre, Céline est retrouvée morte et dénudée sur une aire d'autoroute, près de Kidderminster. L'autopsie montre que Céline a été frappée à la tête et étranglée. L’examen révèle aussi que Céline a eu des rapports sexuels avant sa mort. Le directeur de l'enquête pense qu'il s'agit plus d'un viol que d'un rapport consenti. Son corps a été déposé il y a au moins 24 heures, mais la mort remonte à plusieurs jours, voire le jour même de sa disparition.
Des traces d'ADN du meurtrier ont été retrouvées sur le corps et l'échantillon est comparé à plus de 12 000 chauffeurs anglais ayant ou non un semi-remorque Mercedes blanc. Bouleversés par cette tragique affaire, les médias locaux aident l'enquête à progresser. Le News of the World offre une récompense de 10 000 livres sterling (environ 11 500 euros) pour tout renseignement permettant d’arrêter le coupable. L'enquête s'oriente rapidement vers un Anglais de 36 ans, conducteur d'un semi-remorque Mercedes blanc, qui ne s'est jamais manifesté auprès de la police. Le 19 février 1996, deux mois après la disparition de Céline, la police arrête cet Anglais, Stuart William Morgan, père d'un garçon, vivant à Poole dans le comté du Dorset. La police de Scotland Yard retrouve dans son garage un matelas taché de sang et des affaires personnelles de Céline. Des bouteilles de champagne introuvables en Angleterre offertes par l'ami des parents de Céline sont retrouvées dans un garage proche du lieu où réside Morgan.
Le chauffeur gueugnonnais, Roger Bouvier, reconnaît Stuart William Morgan comme étant le chauffeur qui avait pris Céline sur l'aire de repos de Newbury. Malgré les démentis de Morgan, le jury du tribunal de Worcester reconnaît l'accusé coupable du meurtre et du viol de Céline au terme de onze jours de procès, et le condamne à la prison à vie, le mercredi 16 octobre 1996.
Cette affaire, qui a duré à peine dix mois entre la disparition de Céline et la sentence prononcée contre le coupable, est le fil rouge de la presse anglaise opposant l'efficacité de la police et de la justice anglaises face à celle des autorités françaises. C'est pour cela que le tabloïd anglais The Sun offre lui aussi, comme l'avait fait un an auparavant le News of the World, une récompense de 100 000 francs (environ 15 200 euros) à toute personne qui aidera les enquêteurs à trouver le vrai coupable du meurtre de Caroline.

#### Reprise de l'enquête depuis le début
Le 8 août, le lendemain de la libération de Padé, le juge continue de croire à l'hypothèse de deux hommes. L'un aurait violé Caroline et l'autre l'aurait tuée. Mais dans la ville de Pleine-Fougères, on ne croit pas à cette hypothèse. Le responsable de l’enquête, le commandant de la gendarmerie de Rennes, René Commère, annonce qu'il va reprendre toutes les pistes que les gendarmes avaient abandonnées pour se focaliser sur la piste « Patrice Padé ».
En Angleterre, la mère d'une fille présente lors du voyage scolaire raconte à un journal anglais que le témoignage de sa fille a été totalement ignoré par les autorités françaises. Le 15 août, le juge Zaug délivre une commission rogatoire internationale permettant aux gendarmes français d’assister les policiers anglais dans les auditions des collégiens de Launceston. Très rapidement, la police de Devon et celle de la région reçoivent de nombreux témoignages de jeunes Anglais victimes d'agressions sexuelles en France. L'affaire de Saint-Lunaire est connue par la police anglaise dès le 20 juillet, mais elle ne sera connue de la police française que des mois plus tard.
À Pleine-Fougères, les habitants ne sont pas tranquilles. Tout le monde pense que si ce n'est pas Padé, alors c'est peut-être quelqu'un du village même, que les habitants croisent tous les jours. Le 11 octobre 1996, le père de Caroline, accompagné du député européen britannique Robin Teverson et de son avocat, lance un appel aux journaux. Pour lui, les tests effectués à la demande sont une perte de temps, qui profite à l’assassin. Les enquêteurs devraient, selon lui, faire un prélèvement à grande échelle sur tous les hommes de Pleine-Fougères. Fin octobre, John Dickinson et son ex-épouse décident de se constituer partie civile dans l'affaire, afin d'avoir accès au dossier. Durant le mois de novembre, les gendarmes perdent la confiance des parents de Caroline et sa mère demande au juge Zaug de dessaisir les gendarmes pour les remplacer par la police judiciaire.
En mars 1997, John Dickinson effectue son troisième voyage en France avec des journalistes de la BBC et demande à nouveau pourquoi des tests sur la population masculine de Pleine-Fougères ne sont pas effectués. Le juge Zaug refuse car, selon lui, cela n'apporte rien et est trop coûteux. À l'époque, un test ADN coûte entre 2 000 et 4 000 francs (entre 300 et 600 euros).
En juin 1997, le père de Caroline, soutenu par le Bureau des Affaires étrangères et du Commonwealth, en appelle au président de la République française de l'époque, Jacques Chirac, pour faire changer les choses : « je n'ai plus confiance dans le patron de l'enquête, il faudrait un regard neuf, de nouvelles méthodes ».

#### Nouveau juge d'instruction
Le 14 août, le juge Renaud Van Ruymbeke remplace le président de la chambre de la Cour d'appel de Rennes, Dominique Bailhache. Il prend un arrêté disposant que, le crime ayant peut-être été commis par un habitant de Pleine-Fougères, un prélèvement d'ADN pour tous les hommes de Pleine-Fougères de 15 à 35 ans doit être effectué. Zaug refuse, ce qui le dessaisit automatiquement du dossier.
La cour d'appel de Rennes désigne le conseiller Renaud Van Ruymbeke pour poursuivre l'instruction. Le dossier de l'affaire de Saint-Lunaire est joint au dossier de Pleine-Fougères, comme le demande l'avocat de la famille, ce que le juge Zaug avait toujours refusé. Cependant, la Cour d'appel refuse la troisième demande de la famille qui est de lancer un appel à témoin et une campagne d'affichage dans la région et le remplacement des gendarmes. Cependant, le juge Renaud Van Ruymbeke dessaisit la gendarmerie de Rennes au profit de celle de Saint-Malo. Ce changement est apprécié par la famille de Caroline et par la presse anglaise. Fin août 1997, 260 tests ADN ont été réalisés permettant d'innocenter autant d'hommes.

#### Tests ADN sur la population de Pleine-Fougères
Le lendemain, le 15 août, l'annonce des prélèvements d'ADN pour tous les hommes de la commune est dans toutes les discussions dans la ville. En attendant le début des tests, le nouveau juge d'instruction réentend Patrice Padé et fait effectuer une analyse ADN sur 20 proches de Padé, afin de « refermer définitivement cette piste ». 51 autres personnes, des routards notamment, sont aussi soumis au prélèvement d'ADN. Van Ruymbeke demande aux brigades de gendarmerie de toute la France de lui rapporter des faits similaires d'agressions dans des auberges de jeunesse dans les années précédentes. Au début des prélèvements d'ADN à Pleine-Fougères, ce sont 800 personnes qui sont interrogées, 2 000 actes de procédure et 280 personnes mises hors de cause définitivement.
Entre le 10 et 12 octobre 1997, l'ensemble des jeunes hommes de Pleine-Fougères, soit 170 hommes de 15 à 35 ans, se soumet à un prélèvement. La Ligue des droits de l'homme et la Fédération anarchiste s'indignent de ce procédé et des tracts sont émis invitant la population à ne pas se rendre au prélèvement d'ADN.
Devant l’intérêt que suscite cette affaire, les laboratoires publics de la police judiciaire offrent leurs services pour réaliser les tests ADN gratuitement, alors qu'un test dans un laboratoire privé comme celui de Bordeaux est facturé environ 2 000 francs (environ 300 euros). Au dernier jour des prélèvement, sur les 170 hommes, 169 se sont prêtés à l'analyse ADN. Fin novembre 1997, le juge annonce la 2e phase des tests, cette fois-ci sur les 268 hommes de 36 à 60 ans.
Une semaine plus tard, les résultats tombent : aucun des 169 hommes de 15 à 35 ans n'est le violeur de Caroline. L'unique personne à ne pas s’être présentée devient suspecte pour les gendarmes. Une perquisition est effectuée à son domicile et un prélèvement d'ADN via une brosse à dents est fait. Ce résultat, comme celui des 252 sur les 268 autres personnes de 36 à 60 ans effectués entre le 20 et le 22, se révèle négatif. Entre-temps, les gendarmes sont allés en Angleterre, afin de comparer l'ADN du meurtrier à celui des 364 799 Britanniques qui sont répertoriés dans le fichier des délinquants sexuels du Royaume-Uni.
Le juge ordonne ensuite que 3 500 personnes, voleurs ou violeurs au-delà de la Bretagne, soient contrôlées, sans résultat là aussi. En décembre 1997, le laboratoire de l'Institut du textile de Villeneuve-d'Ascq dans le Nord confirme que le morceau de coton qui a servi comme arme du crime est un coton hydrophile dont certains composants ne se trouvent qu'en Angleterre. ll obtient, grâce aux témoignages des jeunes filles anglaises, le portrait-robot d'un homme ayant été repéré à plusieurs reprises près de l'auberge. Les enquêteurs font également le rapprochement avec une tentative de viol commise quelques heures auparavant dans l'auberge de jeunesse de Saint-Lunaire à une cinquantaine de kilomètres de là. De cela sort le profil d'une personne attirée par les jeunes filles, dormant dans des auberges et agissant la nuit.

#### Le déroulement de la nuit se précise
En janvier 1998, le juge Van Ruymbeke découvre le témoignage d'un des accompagnateurs du groupe de collégiens, qui s'était confié peu de temps après le meurtre à la directrice d'école de Caroline. Cet accompagnateur, Nicolas Ward, 26 ans, professeur de sciences, avait aperçu un homme vers 0 h 15 dans le couloir menant au second étage de l'auberge. Les détails du visage qu'il brosse correspondent à ceux qu'avait décrits une élève, Laura Davey, au lendemain du meurtre de Caroline. Les enquêteurs partent en Angleterre pour demander à Ward de refaire un portrait du suspect. Ensuite, les gendarmes vont à Manchester le montrer à Kate Wrigley, la jeune fille agressée à Saint-Lunaire. Elle reconnaît immédiatement le visage. Les enquêteurs commencent à retracer le trajet du meurtrier la nuit du crime.
L'homme serait venu à l'auberge de Pleine-Fougères le 15 juillet 1996 pour repérer les lieux. Le soir du 17 juillet, il serait entré une première fois dans l'auberge. Mais vers 0 h 15, il croise l'accompagnateur Nicolas Ward et les trois filles qui étaient allées aux toilettes. Devant tout ce monde encore éveillé, il décide de partir vers Saint-Lunaire, à 45 min en voiture de là. Dans l'auberge, alors qu'il commence à agresser Kate, il est découvert et part aussitôt, pour retourner à Pleine-Fougères. Vers 4 heures  du matin, l'auberge est cette fois-ci endormie. Cependant l'accompagnatrice Jackie Thorpe l'entend marcher sur les graviers dans la cour de l'auberge, depuis sa chambre. Ensuite, les enquêteurs pensent qu'en entrant dans l'auberge il aurait croisé Caroline sortant des toilettes, vu que durant l'autopsie, la vessie de Caroline était vide. Il faut entre 15 et 45 minutes avant que l'appareil urinaire ne recommence à fonctionner.
Le mercredi 11 février 1998, le portrait-robot fait par Nicolas Ward est apposé dans toutes les gendarmeries françaises et, le 13 février, il paraît dans les journaux télévisés français.
John Dickinson fait un nouveau déplacement en France et, chose rare, il lit son message adressé aux habitants de Bretagne en français. « Nous vivons avec le chagrin constant d'avoir perdu Caroline et nous savons que son meurtrier est toujours en liberté, prêt à tuer à nouveau à tout moment, s'il vous plaît, aidez-nous ».

#### Des points communs durant l'été 1996
Durant l'année 1998, la cellule Dickinson reçoit près de 3 000 appels téléphoniques. Dans la cellule Dickinson de la gendarmerie de Saint-Malo, il ne reste plus que quinze gendarmes mis à temps plein sur cette affaire. Sur les quinze, il y a un spécialiste de l'ADN et un informaticien. Des gendarmes partent à nouveau en Angleterre pour cataloguer toutes les agressions commises durant l'été 1996 en Bretagne envers des Britanniques.

##### Affaire de Saint-Lunaire
Durant la nuit du 17 au 18 juillet 1996 à Saint-Lunaire, près de Saint-Malo dans l'auberge «CIS les Horizons », un individu, qui sera reconnu plus tard comme étant Francisco Arce Montes, entre dans l'auberge par une porte laissée ouverte à l'arrière du bâtiment vers deux heures. À l'intérieur se trouve un groupe de collégiens anglais venu de Manchester. Dans une chambre dorment quatre collégiennes anglaises. Jenna et Gemma dorment dans le lit superposé. Dans un autre, dort Zoé, et dans le dernier lit, près de la porte, Kate Wrigley, 13 ans. Durant la nuit, Jenna entend du bruit et réveille Gemma, qui allume la petite lampe. Elles aperçoivent un homme sur Kate. Elles crient, l'homme se lève et part, sans précipitation. Kate, à demi-asphyxiée, échappe de justesse à la mort, et a une sensation de brûlure autour du nez et de la bouche. Le matin du 18 juillet 1996 où, à Pleine-Fougères, on découvrait le corps de Caroline sans vie, à Saint-Lunaire, c'était la dernière nuit du voyage scolaire en France. Ce matin avait lieu le départ pour le retour à Manchester. Mais personne ne parle à la police française de cette agression. Dans le groupe, on pense qu'il pourrait s'agir d'un professeur. Ce n'est qu’après avoir entendu parler de l'affaire du meurtre de Caroline, pas loin de Saint-Lunaire, que les filles en parlent à leurs parents. Cette affaire n'est rapportée au juge Gérard Zaug que le 9 décembre 1996.
Francisco Arce Montes ne sera jamais jugé pour cette affaire, car selon une loi française datant du 10 mars 1927, qui a été abrogée le 9 mars 2004, une personne extradée en France ne peut pas être jugée pour un crime commis antérieurement au crime qui a valu cette extradition.

##### Affaire de Saint-Brieuc
À Saint-Brieuc dans les Côtes-d'Armor, un groupe de collégiens venu de Padstow, dans les Cornouailles également, a également subi l'intrusion d'un inconnu durant la nuit du 11 au 12 juin 1996 dans leur auberge. Vers 4 heures, deux adultes, entendant plusieurs portes s'ouvrir et se fermer, se lèvent aussitôt et aperçoivent un homme, 1,80 m, la trentaine, de type méditerranéen. Un ancien policier qui dort dans l'établissement se lève et aperçoit un homme partir à vive allure dans un véhicule de type camionnette blanche. Une fillette qui dormait dans cette auberge dira que cette nuit, elle a aperçu un homme au-dessus d'elle, mais ne sait plus si c'était vrai ou juste un cauchemar.

##### Affaire de Saint-Malo
À l'auberge de jeunesse de Paramé à Saint-Malo, dans la nuit du 15 au 16 juillet 1996, dort un groupe de treize collégiens anglais et de trois accompagnateurs. Dans une chambre, une jeune fille, Claire Dickson, se réveille à cause d'une personne qui se trouve au pied de son lit. Elle crie et fait fuir l'individu. Quelques semaines plus tard, dans la même auberge, durant la nuit du 9 au 10 août 1996, un individu entre dans la chambre de deux Allemandes et caresse leurs jambes.
Aucun élément matériel ne permettra de relier Francisco Arce Montes aux affaires de Saint-Brieuc et de Saint-Malo.

#### Le profil du meurtrier
Durant un voyage à Manchester, des enquêteurs et des portraitistes du SRPJ de Rennes rencontrent des témoins de Saint-Lunaire et en profitent pour rencontrer un profiler de Scotland Yard, M West. Il décrit aux enquêteurs sa vision du profil de l'homme recherché. Un homme de 30/35 ans, délinquant récidiviste, asocial et qui aurait des pulsions sexuelles incontrôlables. Un homme de nuit, habile à quitter un lieu dans le calme et rapidement. Le profiler essaye d'entrer dans la tête du tueur, pour savoir comment il agit. Prédateur itinérant, organisé à certaines occasions, désorganisé dans d'autres, des comportements similaires à ceux d'un schizophrène paranoïde.
À la demande du juge Renaud Van Ruymbeke, le psychologue de l’hôpital psychiatrique de Cadillac et criminologue Jean-Pierre Bouchard est également régulièrement consulté pour donner son avis sur l’affaire. Le profiler de Scotland Yard et le psychologue Bouchard vont à Saint-Lunaire examiner les lieux et trouvent des similitudes avec Pleine-Fougères.
Après plusieurs auditions, en Angleterre, dans l'ouest de la France et en Bretagne, le juge Renaud Van Ruymbeke dresse une liste des coupables de viols sur le même mode opératoire. Une liste de 223 personnes est dressée. Après des interrogatoires et analyses, il ne reste plus que 95 personnes dont le profil est compatible avec le meurtrier. Les interrogatoires continuent, les gendarmes auditionnent des migrants, des saisonniers qui étaient venus travailler durant l'été dans les polders non loin du Mont Saint-Michel.
Après avoir épluché des centaines de rapports sur différentes agressions survenues en France durant ces dernières années et réalisé des tests ADN sur les différents suspects, le juge Van Ruymbeke se retrouve avec une liste de suspects parmi lesquels figure Francisco Arce Montes. Une affaire, qui s'est passée en juillet 1994, interpelle le juge : l'affaire de La Croix-en-Touraine.

##### Affaire de La Croix-en-Touraine
Le 17 juillet 1994 au soir, au château de La Croix-en-Touraine, où sont hébergées des jeunes Irlandaises venues de Limerick dans la province du Munster, un homme s'introduit dans une chambre de l'auberge. Une Irlandaise, Valérie Jacques, se réveille et aperçoit un homme assis sur son lit, qui l'appelle par son nom et lui demande si elle peut le suivre pour l'aider à réparer sa voiture. Surprise, elle demande plusieurs fois « qui c'est ? » et allume la lumière. Finalement cet homme se lève, et quitte l'auberge. Le lendemain, alors qu'elle fait un pique-nique avec son groupe près de la gare de Tours, elle aperçoit l'homme qui était venu dans sa chambre la veille. Il passe près d'elle en lui souriant. Ayant été mis au courant, le directeur de l'établissement où dorment les jeunes Irlandaises porte plainte le lendemain à la gendarmerie de Bléré. Les gendarmes, en étudiant cette plainte, remarquent que deux autres incidents avaient été signalés l'an dernier au même endroit.
Durant la nuit du 19 juillet 1994, les gendarmes décident de se mettre en planque. À 2 h 30, les gendarmes interpellent un individu, qui avait essayé d'entrer dans l'auberge. En garde à vue, il explique qu'il n'a rien fait de mal, qu'il vit à Londres et travaille comme serveur dans un hôtel et qu'il cherche un lit pour dormir. Les gendarmes trouvent sur lui une carte d’abonnement à des auberges de jeunesse du monde entier. La fouille de son véhicule, une Mazda blanche immatriculée aux Pays-Bas, ne donne rien. Les gendarmes ne trouvent aucune raison de le garder ou de le mettre en examen. Après huit heures de garde à vue, ils le relâchent en prenant son adresse londonienne et son nom : Francisco Arce Montes,. Dans ce procès-verbal fait par le gendarme de Tours, Patrice Vincent, le nom Francisco Arce Montes apparaît pour la première fois dans l'affaire Caroline Dickinson.
Bien qu'Arce Montes ait 45 ans au moment des faits, alors que les témoins décrivent plutôt une personne de 30/35 ans, le juge demande en mars 1998 à la police londonienne d'aller voir à l'adresse où Arce Montes dit habiter. Mais la police arrive trop tard, il a déjà quitté l'appartement.

#### Plusieurs pistes étudiées
En mai 1998, les enquêteurs étudient la piste du Connemara. Une Suissesse leur a signalé que durant le mois de janvier 1998, elle a croisé un Français bizarre dans une auberge de jeunesse irlandaise à Clifden. Cette piste ne donne rien.
Le 18 juillet 1998, le père de Caroline revient à Pleine-Fougères, pour commémorer le deuxième anniversaire de la mort de sa fille. Il est accueilli à la gendarmerie de Saint-Malo, où il rencontre les quinze gendarmes encore en poste pour l’enquête. À ce moment, la cellule Caroline a reçu 2 400 appels téléphoniques et 1 500 personnes ont été innocentées. John Dickinson en profite pour lancer un nouveau message : « Je suis convaincu que quelqu'un près d'ici connaît le suspect. S'il vous plaît, aidez-nous à retrouver l’assassin de Caroline ! » .
Vers octobre 1998, le journal L'Est républicain publie le témoignage d'une femme de 26 ans, qui raconte qu'en 1993 elle a été violée par un homme à Nancy quand elle faisait ses études en médecine. Quand un policier lui montre le portrait-robot, elle le reconnaît. Pour le commissaire, à 95% c'est l'homme que les enquêteurs recherchent.
Un mois plus tard, en novembre 1998, le juge demande de vérifier un certain nombre de propriétaires de véhicules de type Mazda blanche immatriculés aux Pays-Bas. Un véhicule de ce type appartient bien à Arce Montes depuis 1994.
En janvier 1999, la police française contacte la mère d'Arce Montes. Elle leur annonce qu'elle n'a plus de contact avec son fils depuis décembre 1997. Le 26 janvier, le nom de Francisco Arce Montes est diffusé dans toutes les gendarmeries de France et d’Angleterre. Trois semaines et demi plus tard, le 19 février, le nom du suspect est diffusé dans tous les pays de l'espace Schengen.
Le vendredi 16 juillet 1999, une nouvelle conférence devant la presse française et anglaise est faite. John Dickinson, comme à son habitude, pour son énième voyage en France, déclare : « Je suis toujours convaincu que le meurtrier de  Caroline peut être arrêté. Quelqu'un détient  la clef de l'affaire, ici à Pleine-Fougères ou ailleurs en France ». En juillet 1999 également, plusieurs ouvriers du bâtiment reconnaissent d’après le portrait-robot une personne qui aurait travaillé dans un chantier près de Pleine-Fougères durant l'été 1996. Les enquêteurs, après avoir enquêté sur plus de 672 permis de construire, plus de 600 chantiers privés et publics, 80 entreprises et autant de sous-traitants du BTP, auditionnent 46 personnes et les soumettent à un prélèvement d'ADN. Rien n'est trouvé et la piste des chantiers est abandonnée. À ce moment, il ne reste plus que dix gendarmes qui se consacrent à l'affaire Dickinson.

#### Les années s'écoulent et nomination d'un nouveau juge
Durant des années, de fin 1999 à début 2001, pas grand chose ne va alimenter l'affaire Caroline. Un seul témoignage durant le procès pour ces années sera évoqué. Celui d'un Suisse, Steve Bidaine, qui dit avoir croisé Arce Montes en 1999 dans une auberge de jeunesse en Argentine et qu'il parlait très bien le français. Durant cette période également, le 1er avril 2000, le juge Renaud Van Ruymbeke rejoint le pôle financier du tribunal de grande instance de Paris et est remplacé par le juge Francis Debons. À l'aube de 2001, il ne reste plus que six gendarmes traitant de l'affaire Caroline.

#### L’interview qui va tout changer
Vers la fin mars 2001, une journaliste française, Édith Coron, correspondante du Sunday Times à Paris, téléphone au juge Debons pour l’interviewer sur l'affaire en cours. Le juge lui dit disposer d'une liste de 48 noms. Quand la journaliste lui demande s'il a un nom en particulier dans cette affaire, le juge lui donne le nom d'Arce Montes.
Le 1er avril 2001, le numéro du Sunday Times no 9214, où a été publiée l'interview du juge Francis Debons et où le nom d'Arce Montes apparaît, est mis en vente.
Le mardi 3 avril 2001, Tommy Ontko, un agent de l’immigration américaine à l'aéroport de Détroit dans le Michigan, récupère sur le comptoir de la compagnie anglaise British Airways, un journal laissé là par un passager en provenance de Grande-Bretagne. À cette époque, l'agent est occupé par une affaire de contrebande d'armes à la frontière américano-canadienne. Le journal ayant en première page une photo d'homme en arme, l'interpelle, et il décide de le prendre afin de le lire plus tard chez lui. En le lisant, il tombe sur l'article qui traite de l'affaire de Caroline. Il avait entendu parler de cette affaire et cela l'avait marqué, car il a un fils du même âge que Caroline. Sur son ordinateur, il tape le nom de Francisco Arce Montes qui est, selon le Sunday Times, le principal suspect du meurtre, pour voir s'il est entré sur le sol américain. Il s’aperçoit qu'effectivement un certain Francisco Arce Montes est actuellement retenu en Floride. Tommy Ontko téléphone à Interpol, basé à Lyon, et également au consul de Grande-Bretagne en Bretagne, Ronald Frankel .
Le 4 avril 2001, alors que le tout nouveau juge d'instruction Francis Debons se rend en Angleterre avec quelques gendarmes afin d'assister à une cérémonie à Launceston, ainsi qu'au tribunal de Bodmin le 5 avril, pour assister à l'audience de l'enquête du Coroner, procédure post-mortem, très courante en Angleterre, il reçoit un coup de téléphone de la part de Tommy Ontko, qui l'informe via un gendarme bilingue, Jean-Luc Marie, de sa découverte. Le juge Debons en avertit aussitôt les parents de Caroline Dickinson.
Dans la matinée du 8 avril 2001, Tommy Ontko consulte les fichiers et s’aperçoit qu'Arce Montes est toujours incarcéré à Miami en attente d'être jugé pour attentat à la pudeur (indecent assault). Arce Montes a donné un faux nom au personnel américain de l'immigration, qui le maintient en détention depuis son arrestation le 13 mars pour s'être introduit deux jours plus tôt dans la chambre d’une cliente d’un motel, situé sur Miami Beach, avant de se masturber au-dessus d’elle. Les autorités américaines prélèvent l'ADN de Francisco Arce Montes et, au même moment, une copie de l'ADN provenant du sperme prélevé sur le corps de Caroline est envoyé à Miami. Une équipe d’enquêteurs français part également à Miami pour recueillir plus de données génétiques d'Arce Montes.

#### Le coupable identifié
Dans la soirée du samedi 14 avril 2001, devant le parlement de Bretagne, l'avocat général de la cour d'appel de Rennes, Yves Boivin, annonce devant les caméras de télévision du monde entier le résultat définitif des tests ADN. Il y a 99,9% de chances qu'il corresponde à celui du violeur de Caroline Dickinson. Le 19 avril, le juge Debons lance un mandat d’arrêt international envers Francisco Arce Montes, en ajoutant un ordre d'arrestation provisoire, afin d'éviter que le coupable ne soit libéré, si la  procédure d'extradition met du temps. Le même jour, ayant été averti par son avocat, Timothy Cone, Arce Montes tente de se suicider.

#### Extradition

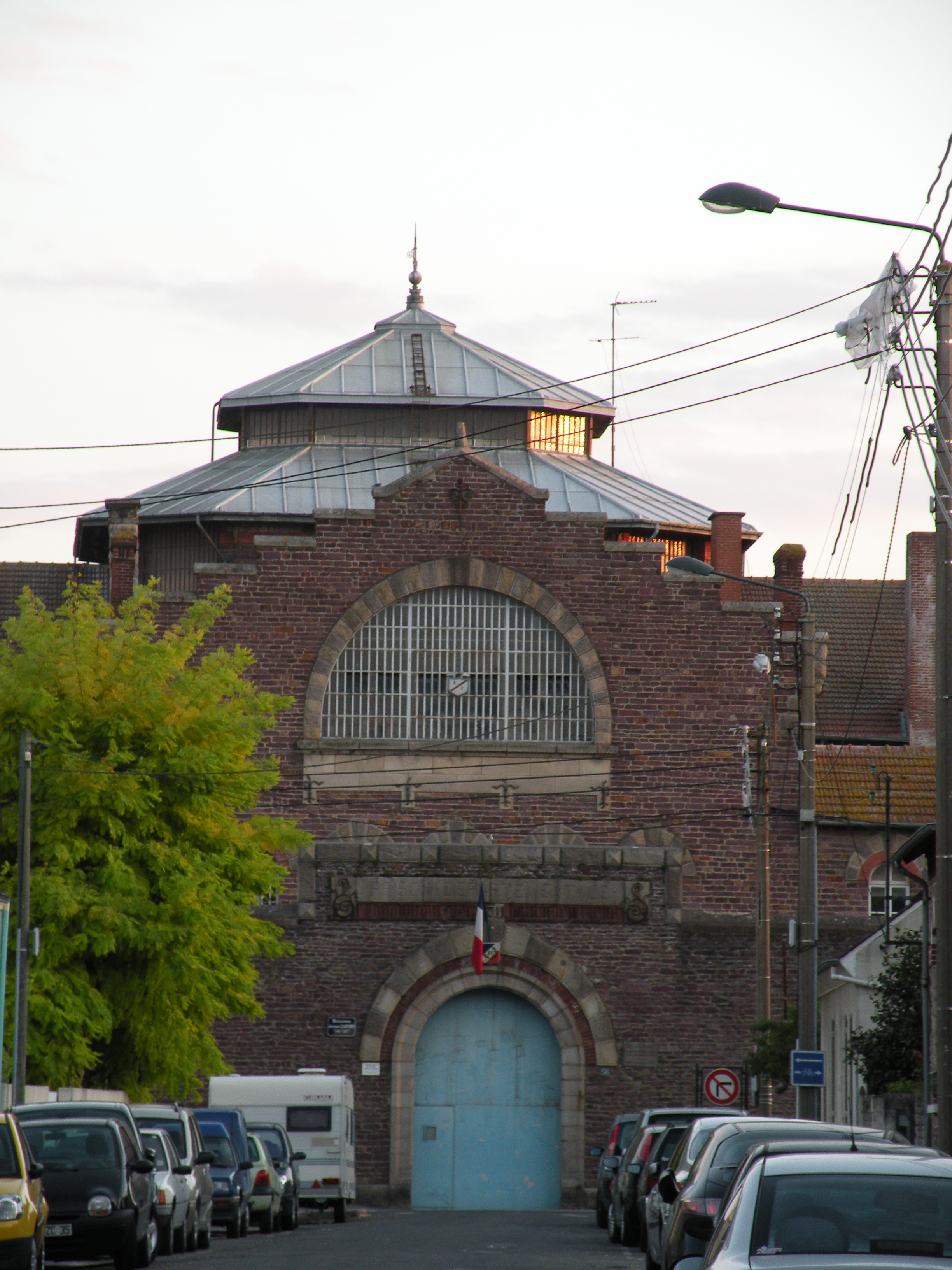
L'entrée de la prison Jacques-Cartier de Rennes où Arce Montes est emprisonné avant son procès.

Le 8 juin 2001, le tribunal de Floride commence à étudier le dossier émis par la France pour l'extradition d'Arce Montes. Dès le 19 juin, le juge américain Stephen Brown autorise l'extradition, mais l'avocat d'Arce Montes, Timothy Cone, fait appel de ce jugement, ce qui annule son extradition. Entretemps, le procès d'Arce Montes pour les faits au motel de Miami est fixé au 2 juillet 2001. Cependant, rapidement, la justice américaine reporte le procès du 2 juillet au 29 octobre. L'avocat de la famille Dickinson, Hervé Rouzaud-Le Bœuf, apprend amèrement cette nouvelle, car il redoute ainsi que l'extradition d'Arce Montes ne se compte en mois, voire en années. L'avocat d'Arce Montes met tout en œuvre pour retarder le plus possible son extradition, en expliquant que si son client avoue les faits pour Miami, il purgera la totalité de sa peine en Floride, avant d'être extradé. Ce qui reporterait son procès en France de plusieurs années. Le 29 octobre, Arce Montes plaide non coupable, ce qui conduit le juge David Young à reporter une nouvelle fois le procès au 3 juin 2002, afin d'établir de nouvelles investigations, comme le prévoit la loi américaine.
Le 19 novembre, à la suite d’intenses tractations diplomatiques et d’un tour de passe-passe juridique, la justice américaine renonce à le poursuivre. Elle libère Arce Montes sous caution, qu'il paye. Il sort libre du tribunal, mais sur le parvis du bâtiment, des agents du FBI l'attendent, munis d'un mandat d’arrêt international. Aussitôt, les agents l’arrêtent et le conduisent sous bonne escorte à l'aéroport international de Miami pour le faire monter dans un Boeing 747 d'Air France direction Paris-Charles-de-Gaulle. Il arrive en France, le lendemain matin à 9 h 30. Le même jour, il est placé en détention provisoire à la maison d'arrêt de Fleury-Mérogis dans l'Essonne. Jean-Pierre Gimonet, magistrat instructeur, qui succède au juge Francis Debons, le met en examen le 23 novembre pour «homicide volontaire sur mineure de moins de 15 ans, précédé, accompagné ou suivi de viol » puis le fait transférer à la maison d’arrêt de Rennes.
À la mi-novembre 2002, après plusieurs auditions par le juge Gimonet, Arce Montes reconnaît avoir été présent entre le 17 juillet et le 18 juillet 1996 à Pleine-Fougères. Quelques mois plus tard, Arce Montes dira même devant le juge que cette nuit-là, «il a dérapé, qu'il ne voulait pas tuer Caroline, mais juste l’empêcher de crier».
Le 23 octobre 2003, la chambre de l'instruction d'assises de Rennes envoie Francisco Arce Montes devant la cour d'assises d'Ille-et-Vilaine pour  meurtre et viol. Le 9 avril 2004, l'annonce que les parents de Caroline attendaient tombe avec la fixation de la date du procès au 7 juin 2004. Cette affaire aura mobilisé près de 3 500 tests ADN et 7 500 interrogatoires.

### Procès

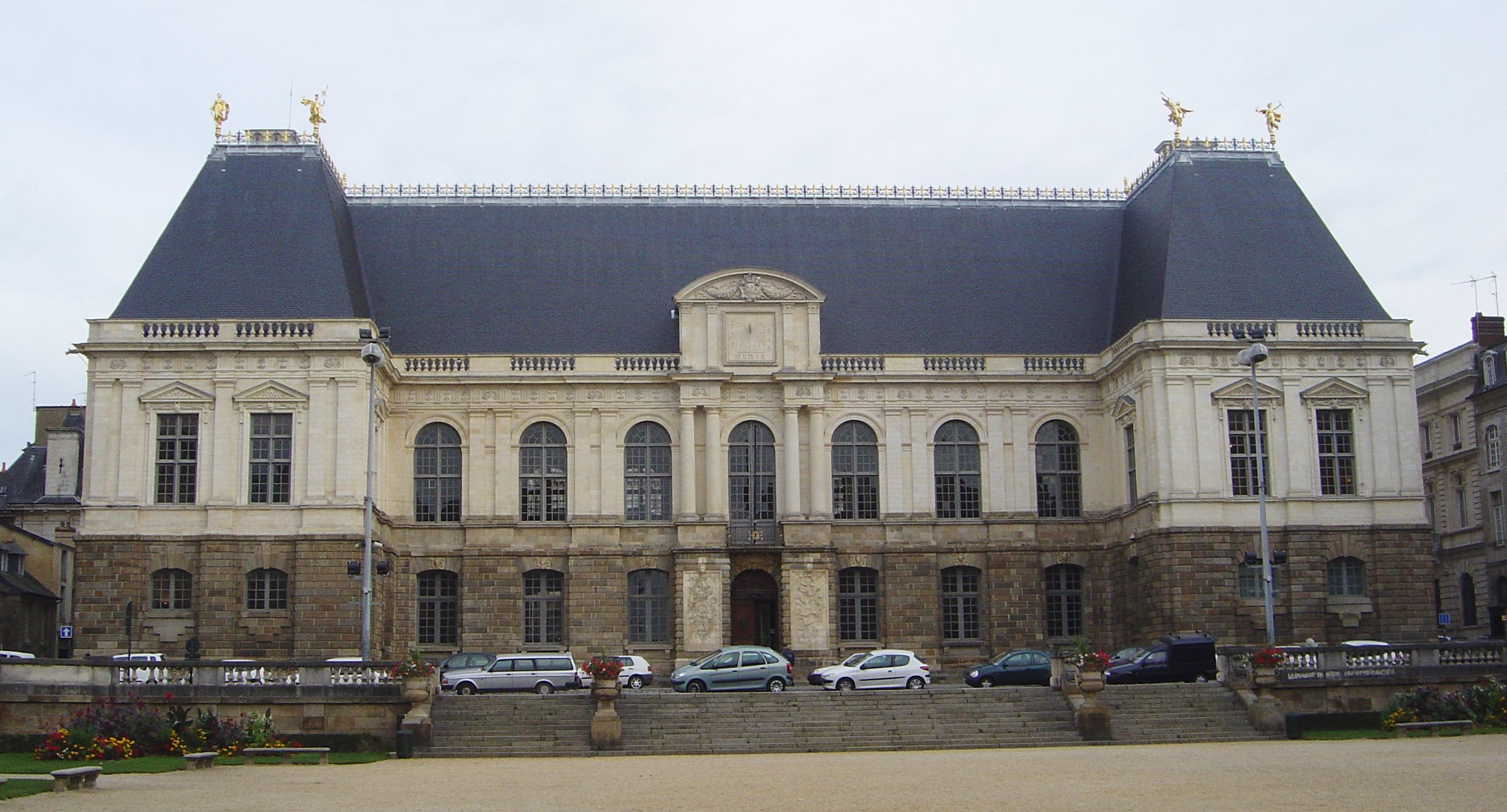
Le Palais du Parlement de Bretagne à Rennes où s'est tenu le procès.

Le 7 juin 2004, son procès a lieu devant la cour de justice de Rennes, suivi par une soixantaine de journalistes français et britanniques. Le procès devait durer cinq jours, il en dure finalement six. Les débats sont traduits en trois langues, le français, l'anglais et l'espagnol. Même si Arce Montes parle couramment français, il préfère parler en espagnol, afin que les détails techniques soient bien compris. Le jury est composé de six femmes et trois hommes choisis sur la liste électorale d'Ille-et-Vilaine, plus trois magistrats, soit un total de douze jurés. Décrit par les experts psychiatres comme «pervers», souffrant de « troubles de la personnalité », « un égocentrique », « immature », «manipulateur et mythomane» mais « responsable pénalement » de ses actes. Durant les premiers jours du procès, Arce Montes parle peu, voire pas du tout, il dit juste « No sé, no me acuerdo, no tengo nada qué decir » (Je ne sais pas, je ne me souviens pas, je n'ai rien à dire).
Pendant le procès, Caroline Dickinson est peu évoquée, sauf par sa mère Susan, qui dit lors du deuxième jour du procès que Caroline « était une enfant qui faisait moins que son âge. Elle jouait de deux instruments de musique et avait des bonnes notes à l'école. Elle apprenait le français et était enthousiaste à l'idée d'aller en France. Sa meilleure amie était sa petite sœur ». Le jeudi 10 juillet, au moment où la cour entend sa mère, Arce Montes craque et tombe, pris d'un malaise. L'audience est suspendue et à la reprise quelques minutes plus tard, Arce Montes s’excuse et déclare : « Je m'excuse pour ces larmes, je ne suis pas la victime, je sais que la famille de Caroline ne me pardonnera jamais ». Si deux collégiennes, Kate et Jenna, viennent témoigner au procès pour évoquer l'histoire de Saint-Lunaire, les quatre amies de Caroline qui dormaient dans la même chambre le soir du drame, ne sont pas présentes lors du procès. L'avocat de la défense, Me Lahaie, déplore cette absence et « le flou sur le premier passage de son client à Pleine-Fougères, avant de partir à Saint-Lunaire ».
Un témoin espagnol, Eduardo Suárez, concessionnaire automobile à Gijón où Arce Montes a habité, déclare « qu'Arce Montes lui avait montré une photo d'une jeune Anglaise et avait dit qu'elle s'appelait Caroline Dickinson ». Il avait aussi dit aussi : « Elle était très jolie et une vraie poupée de porcelaine ». Suárez déclare également qu'Arce Montes « lui avait fait part de ses goûts pour les jeunes filles, qu'il les préfère jeunes de 11 à 12 ans. Après 20 ans, elles sont trop vieilles ».
Le lundi 14 juin 2004 au soir du verdict, le père de Caroline déclare une dernière fois devant le tribunal que « ce jour-là est pour Caroline. "Caz", comme ses amies aimaient l’appeler, a eu une vie courte, mais elle était heureuse. Elle avait la vie devant elle, pleine de promesses. Susan, Jenny et moi, nous n’oublierons jamais ces moments passés avec Caroline, nous la chérirons toujours ». Quant à Arce Montes, il déclare : « Je n'avais absolument pas l'intention de tuer Caroline. Je suis incapable de tuer quelqu'un. Juste que je voulais l'agresser sexuellement ».
Le jury délibère pendant quatre heures et à 21 h 30, les douze membres ont conclu qu'Arce Montes avait tué Caroline Dickinson volontairement et qu’il était coupable de l'assassinat d'un mineur de 15 ans avec la circonstance aggravante de viol.
Il est condamné le 14 juin 2004 à trente ans de prison dont une peine de sûreté de quinze ans. Devant le tribunal, après la sentence, le père de Caroline adresse en anglais, bien qu'il eût aimé le dire en français, un message de remerciement à toutes les personnes qui ont contribué à amener Francisco Arce Montes devant la justice. Il remercie son avocat, les juges Van Ruymbeke et Debons, les gendarmes de Saint-Malo et les amis qui les ont soutenus durant ces années, ainsi que le policier américain, Tommy Ontko. Il finira son discours par : « Nous allons maintenant commencer le processus de reconstruction de notre vie ».
Contre l'avis de ses deux avocats, Arce Montes fait appel le lundi 21 juin. Le 28 décembre, il est reçu par le président de la cour d'appel, Jean-Luc Buckel, pour savoir s'il confirme ou annule son appel. Il confirme son appel et celui-ci devient alors définitif. Le procès se tient à la cour d'assises des Côtes-d'Armor à Saint-Brieuc du 21 juin au 28 juin 2005.

### Second procès
Contrairement au premier procès, où Arce Montes était resté muet, celui-ci parle dès le début en français, un monologue qui dure environ dix minutes. Arce Montes déclare qu'il ne voulait pas tuer Caroline. Qu'il n'avait jamais vu Caroline avant et ne l’avait pas suivie, que c'est un pur hasard, s'il est entré dans cette chambre cette nuit-là.
Ann et Melissa, deux des quatre filles qui dormaient avec Caroline et qui étaient absentes lors du premier procès, sont cette fois-ci présentes et racontent la nuit du drame. Que les deux filles se sont bien réveillées la nuit, mais pensaient que Caroline était en train de faire un cauchemar et n'ont pas regardé plus attentivement. Ann dit qu'elle a entendu Caroline dire : « Mum, Mum, Help! » (Maman, Maman, à l'aide), mais pensait toujours que Caroline était au milieu d'un mauvais rêve.
Durant les jours qui suivent, d'autres témoins viennent à la barre. Puis, petit à petit, Arce Montes se mure à nouveau dans le silence. Son avocat plaide à nouveau pour un malade mental afin de ne pas aggraver la peine prononcée durant le premier procès. Finalement, le mardi 28 juin 2005 dans l’après-midi, après 2 h 15 de délibéré, les juges confirment le jugement de première instance. Avec le cumul des peines prononcées en Allemagne et en Espagne, il devrait passer la fin de ses jours en prison.

## Postérité
Le collège de Launceston, où était scolarisée Caroline Dickinson, décerne chaque année aux vainqueurs du concours de récitation de poème par cœur la coupe Caroline Dickinson.
La campagne médiatique et les efforts de John Dickinson pour pousser la police française vers des niveaux plus élevés de recherche a conduit la police à utiliser systématiquement les tests ADN en France pour tous les crimes.
John Dickinson utilise la réussite de son combat pour trouver le tueur de sa fille comme base d'une nouvelle campagne pour la création d'une base de données mondiale d'ADN pour empêcher que d'autres familles subissent le même sort. Interpol étudiera le moyen de simplifier le processus d'identification de l'ADN en utilisant un processus numérique et qui permettra une correspondance préliminaire rapide.

## Chronologie de l'affaire
- 18 juillet 1996 : Caroline est violée et tuée dans une auberge de jeunesse de Pleine-Fougères.
- 19 juillet 1996 : Une enquête est ouverte pour viol et meurtre d'une mineure de moins de 15 ans.
- 20 juillet 1996 : La gendarmerie française arrête un vagabond nommé Patrice Padé.
- 22 juillet 1996 : Patrice Padé est mis en examen et écroué après une garde à vue durant laquelle il passe aux aveux.
- 7 août 1996 : Patrice Padé est libéré après des résultats d'ADN négatifs.
- 14 août 1997 : Le juge Gérard Zaug chargé du dossier est dessaisi. Il est remplacé par le juge Renaud Van Ruymbeke.
- 10 octobre 1997 : Début des prélèvements d'ADN sur la population masculine de Pleine-Fougères.
- 13 février 1998 : Diffusion pour la première fois du portrait-robot sur les chaînes de télévision françaises.
- 2 février 1999 : Le gouvernement britannique demande instamment à la France d'enquêter plus en profondeur sur la mort de Caroline.
- 1er avril 2000 : Le juge Renaud Van Ruymbeke est remplacé par Francis Debons.
- octobre 2000 : Le père de Caroline entame son 18e voyage en France pour faire appel aux français, afin d'aider les enquêteurs dans l'affaire.
- 13 mars 2001 : Francisco Arce Montes est arrêté en Floride après avoir tenté de violer une jeune irlandaise dans un motel de Miami Beach.
- mars 2001 : Le juge Francis Debons est interviewé par une journaliste du Sunday Times.
- 3 avril 2001 : Tommy Ontko, agent de l’immigration américaine récupère un journal Sunday Time sur le comptoir de British Airways à l’aéroport de Détroit.
- 14 avril 2001 : l'ADN de Francisco Arce Montes correspond à 99 % à celui du violeur de Caroline.
- 20 novembre 2001 : Francisco Arce Montes arrive en France, après avoir été extradé des États-Unis.
- 5 avril 2002 : Une dernière expertise génétique, confirme bien que l'ADN de Francisco Arce Montes est identique à celui retrouvé sur Caroline.
- 23 octobre 2003 : La chambre de l'instruction d'assises de Rennes renvoie Francisco Arce Montes devant les tribunaux pour meurtre et viol.
- 7 juin 2004 : Début du procès de Francisco Arce Montes.
- 14 juin 2004 : Francisco Arce Montes est reconnu coupable et condamné à 30 ans de prison dont une peine de sûreté de 20 ans.
- 21 juin 2004 : Francisco Arce Montes fait appel de la condamnation.
- 21 juin 2005 : Début du second procès à Saint-Brieuc.
- 28 juin 2005 : Francisco Arce Montes est définitivement condamné à 30 ans de prison avec une peine de sûreté de 20 ans.
- Septembre 2018 : Arce Montes est condamné à deux mois de prison supplémentaires par le tribunal correctionnel de La Rochelle pour avoir porté un coup de coude au visage d'un gardien de la maison centrale de Saint-Martin-de-Ré, dans l'île de Ré, où il était détenu depuis 2012.

### Documentaires télévisés
- « Les empreintes du crime » le 6 juin 2000 dans Faites entrer l'accusé présenté par Christophe Hondelatte sur France 2.
- « L'affaire Caroline Dickinson » en 2004 dans Secrets d'actualité sur M6.
- « Francisco Arce Montes, l'affaire Caroline Dickinson » le 1er septembre 2005 dans Faites entrer l'accusé présenté par Christophe Hondelatte sur France 2.
- (en) « Real Crime: The Caroline Dickinson Murder », le 9 janvier 2007 sur Network Ten.
- « Affaire Caroline Dickinson : le tueur de l'auberge de jeunesse » le 17 juin 2009 dans Enquêtes criminelles : le magazine des faits divers sur W9.
- « L'affaire Caroline Dickinson, meurtre à l'auberge de jeunesse » le 29 mai 2021 dans Au bout de l'enquête, la fin du crime parfait ? sur France 2.